# Michel Collot
 (décembre 2018).
Pour les articles homonymes, voir Collot.
Michel Collot, né en 1952, est un poète, universitaire et critique littéraire français.
Il est spécialiste[réf. nécessaire] de la poésie française moderne et contemporaine et des représentations artistiques et littéraires du paysage.

## Biographie
Michel Collot est ancien élève de l’École normale supérieure (1971), agrégé de Lettres classiques (1974), docteur d’État (1986), professeur émérite de littérature française à l’Université Sorbonne-Nouvelle Paris 3. Il a enseigné de 1979 à 1991 à l’École normale supérieure, où il a organisé un séminaire et plusieurs colloques sur la poésie moderne ; de 1991 à 1997 à Paris 10 - Nanterre, où il a entrepris un travail personnel et collectif sur les représentations du paysage ; et de 1997 à 2013 à Paris 3, où il a fondé et dirigé de 2001 à 2011 le centre de recherches Écritures de la modernité, associé au CNRS.
Il a commencé à lire et à écrire de la poésie dans les années 1970, où la poétique était dominée en France par le modèle d’inspiration structuraliste de la clôture du texte. Il s’est tourné vers la phénoménologie pour proposer une alternative théorique centrée sur la notion de structure d’horizon, grâce à laquelle il « réussit à lier les trois termes de l’expérience poétique : un sujet, un monde, un langage. De ce trivium partent les trois sentiers de recherche qu’explore Michel Collot : la phénoménologie, la psychanalyse et le langage poétique ».
Dans ses essais comme dans ses poèmes, l’écriture et l’expérience poétiques apparaissent inséparables d’une émotion née au contact du monde et des mots : « Pris dans le scintillement instantané de la matière-émotion, en appelant aux mots ou porté vers eux par le chaosmos, devenant la forme accomplie et la matière du poème », le poète « fait l’expérience de l’espace et du temps sur un mode antérieur à celui de la représentation claire et distincte ».
Il a dirigé à partir de 1995 des recherches interdisciplinaires sur le paysage, dont il interroge les enjeux multiples et montre la place essentielle dans le champ social, intellectuel et artistique contemporain : « le paysage est, selon Michel Collot, ce champ privilégié qui peut permettre aux auteurs contemporains de reprendre pied – en tant qu’il est relation intime entre la conscience et le monde, à la fois intérieur et extérieur, proche et lointain, seuil entre nature et culture, il peut même engendrer une conscience écologique inscrivant la poésie au cœur de nos problématiques sociales contemporaines ».
Pour faire la synthèse de ces recherches, il a élaboré le modèle d’une « pensée-paysage », capable de dépasser les clivages instaurés par la raison moderne entre le sens et le sensible, le sujet et l’objet, l’espace et la pensée, le corps et l’esprit, la nature et la culture : « À l'encontre d'une pensée réductrice qui sépare l’homme et le paysage, Michel Collot plaide pour une nouvelle relation entre eux au moment où le second est menacé de déclin par l’enlaidissement universel et l'expansion urbaine. Le paysage n'est pas qu'un décor où nous évoluerions comme dans un théâtre, il est une alliance : celle du microcosme et du macrocosme. La nature est une proposition qui éveille certaines affinités, donne à penser, à ressentir, à entendre. Contempler, c’est déjà philosopher ».
Depuis 2011, il s’est attaché à réactualiser la géographie littéraire : il lui a consacré un essai, dans lequel il tente de faire la synthèse des courants critiques qui en renouvellent les méthodes, et un séminaire qui l’associe à l’écopoétique pour interroger les rapports entre littérature, arts et nature.

## Distinctions
Michel Collot a été nommé en 2008 membre de l’Institut universitaire de France.
L’Académie française lui a décerné en 2019 un Prix d’Académie « pour son œuvre poétique et critique ».

## Publications

### Essais
- Horizon de Reverdy , Paris, Presses de l'École normale supérieure, 1981.
- L'Horizon fabuleux (t. I : XIXe siècle ; t. 2 : XXe siècle), Paris, Corti, 1988.
- La Poésie moderne et la structure d'horizon, Paris, PUF, 1989[8].
- Francis Ponge entre mots et choses, Seyssel, Champ Vallon, 1991.
- Gérard de Nerval ou la dévotion à l'imaginaire, Paris, PUF, 1992.
- La Matière-émotion, Paris, PUF, 1997.
- Paysage et poésie. Du romantisme à nos jours, Paris, Corti, 2005[9].
- Le Corps-cosmos, La Lettre volée, 2008.
- La Pensée paysage, Paris, Actes Sud / École nationale supérieure du paysage, 2011[10].
- Pour une géographie littéraire, Paris, Corti, 2014[11].
- Sujet, monde et langage dans la poésie moderne. De Baudelaire à Ponge , Paris, Classiques Garnier, 2018[12].
- Le Chant du monde dans la poésie française contemporaine, Paris, Corti, 2019[13].
- Gérard de Nerval, du réel à l’imaginaire, Paris, Hermann, 2019.
- André du Bouchet. Une écriture en marche, Strasbourg, L'Atelier contemporain, 2021.
- Un nouveau sentiment de la nature, Paris, Corti, coll. « Les Essais », 2022.

### Poésie
- Issu de l'oubli, Le Cormier, 1997.
- Chaosmos, Belin, 1997.
- Immuable mobile, La Lettre volée, 2002.
- De chair et d’air, La Lettre volée, 2008.
- L’Amour en bref, Tarabuste, 2013.
- Le Parti pris des lieux, La Lettre volée, 2018.
- Un Tombeau pour Sylvie, Tarabuste, 2020.

### Éditions
- Anthologie de la poésie française tome II, XXe siècle, Bibliothèque de la Pléiade,Gallimard, 2000.
- André du Bouchet, Carnets (1952-1956), Plon, 1990 ; Ici en deux, « Poésie », Gallimard, 2011.
- Jean Laude, La Trame inhabitée de la lumière, Corti, 1989 ; Les Plages de Thulé, La Lettre volée, 2012.
- Francis Ponge, Douze petits écrits, Proêmes, dans Œuvres complètes, tome I, sous la direction de B. Beugnot, Bibliothèque de la Pléiade, Gallimard 1999.
- Jules Supervielle, Oeuvres poétiques complètes, Bibliothèque de la Pléiade, Gallimard, 1996.

### Direction d'ouvrages collectifs
- Autour d'André du Bouchet, Presses de l’École normale supérieure, 1986[14].
- Espace et Poésie (M. Collot et J.-C. Mathieu dir.), Presses de l’École normale supérieure, 1987.
- Passages et langages de Henri Michaux (M. Collot et J.-C. Mathieu dir), Corti, 1987.
- Poésie et Altérité (M. Collot et J.-C. Mathieu dir.), Presses de l’École normale supérieure,,1990.
- Reverdy aujourd'hui (M. Collot et J.-C. Mathieu dir.), Presses de l’École normale supérieure,1991.
- Les enjeux du paysage, Ousia, 1997.
- Les horizons de la poésie moderne (M. Collot et R. Cortiana dir.), Université Paris X-Nanterre, ritm, no 15, 1997.
- Le paysage : état des lieux (M. Collot, F. Chenet et B. Saint Girons dir.), Ousia, 2001.
- Paysage et poésies francophones (M. Collot et A. Rodriguez dir.), PSN, 2005.
- Paysage et modernité(s), (A Bergé et M. Collot dir.), Ousia, 2007.
- René Char en son siècle, (D. Alexandre, M. Collot, J-C. Mathieu, M. Murat et P. Née dir.), Classiques Garnier, 2009.
- Paysages européens et mondialisation, (A. Bergé, M. Collot et J. Mottet dir.), Champ Vallon,2012.
- Présence d’André du Bouchet (M. Collot et J-P. Léger dir.), Hermann, 2012.